# Cyperus compressus
Cyperus compressus är en halvgräsart som beskrevs av Carl von Linné. Cyperus compressus ingår i släktet papyrusar, och familjen halvgräs. Inga underarter finns listade i Catalogue of Life.

## Bildgalleri

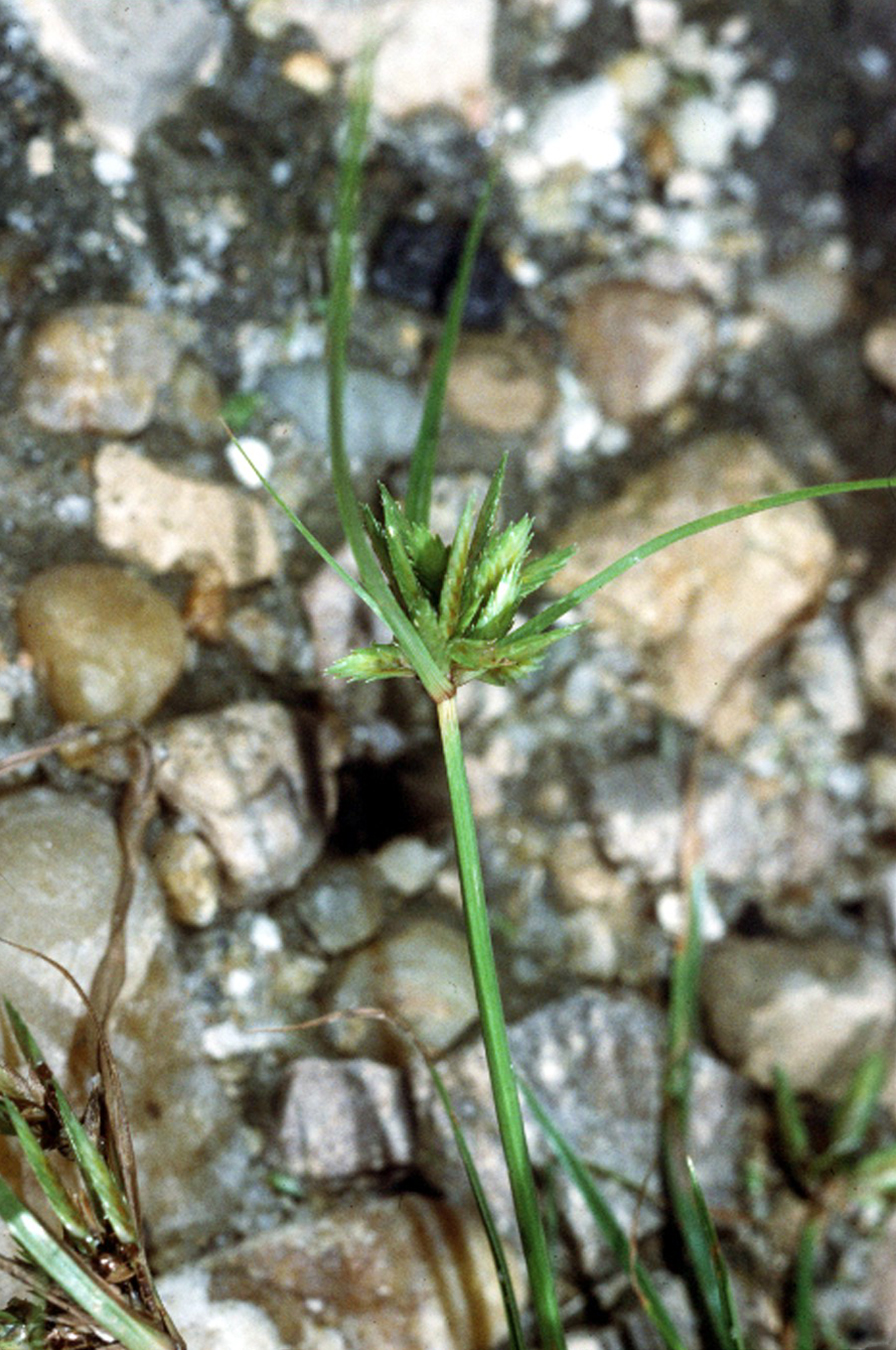
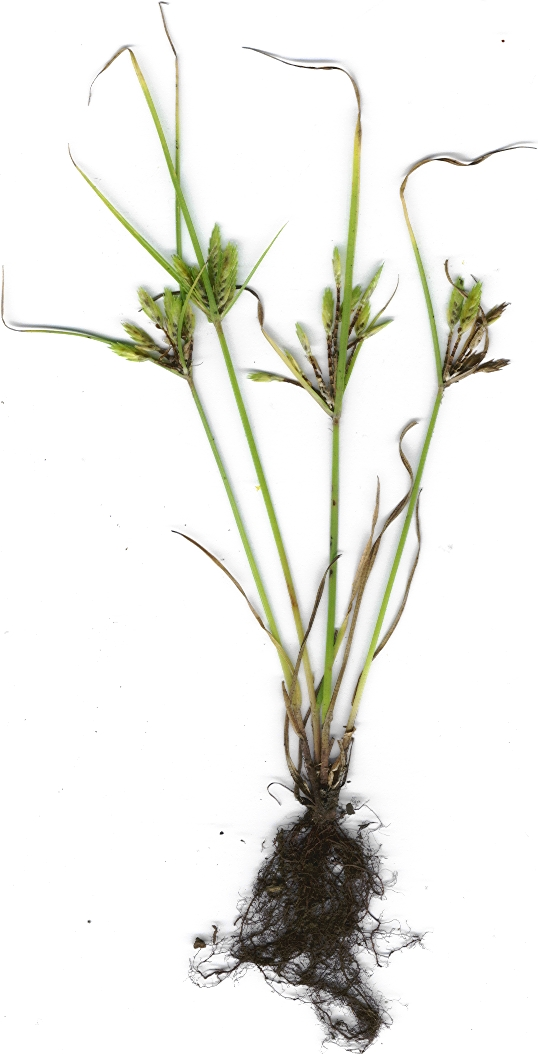
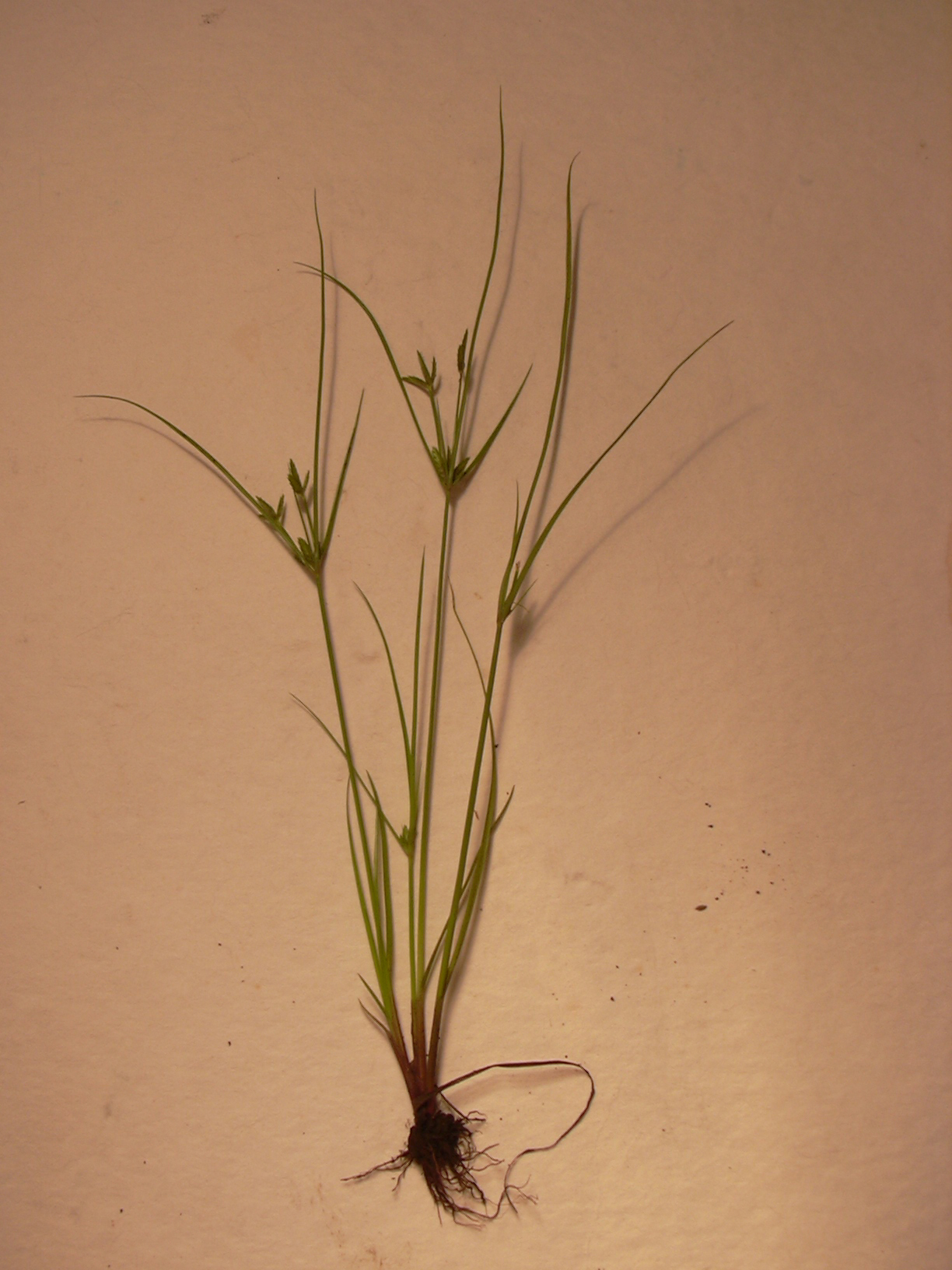
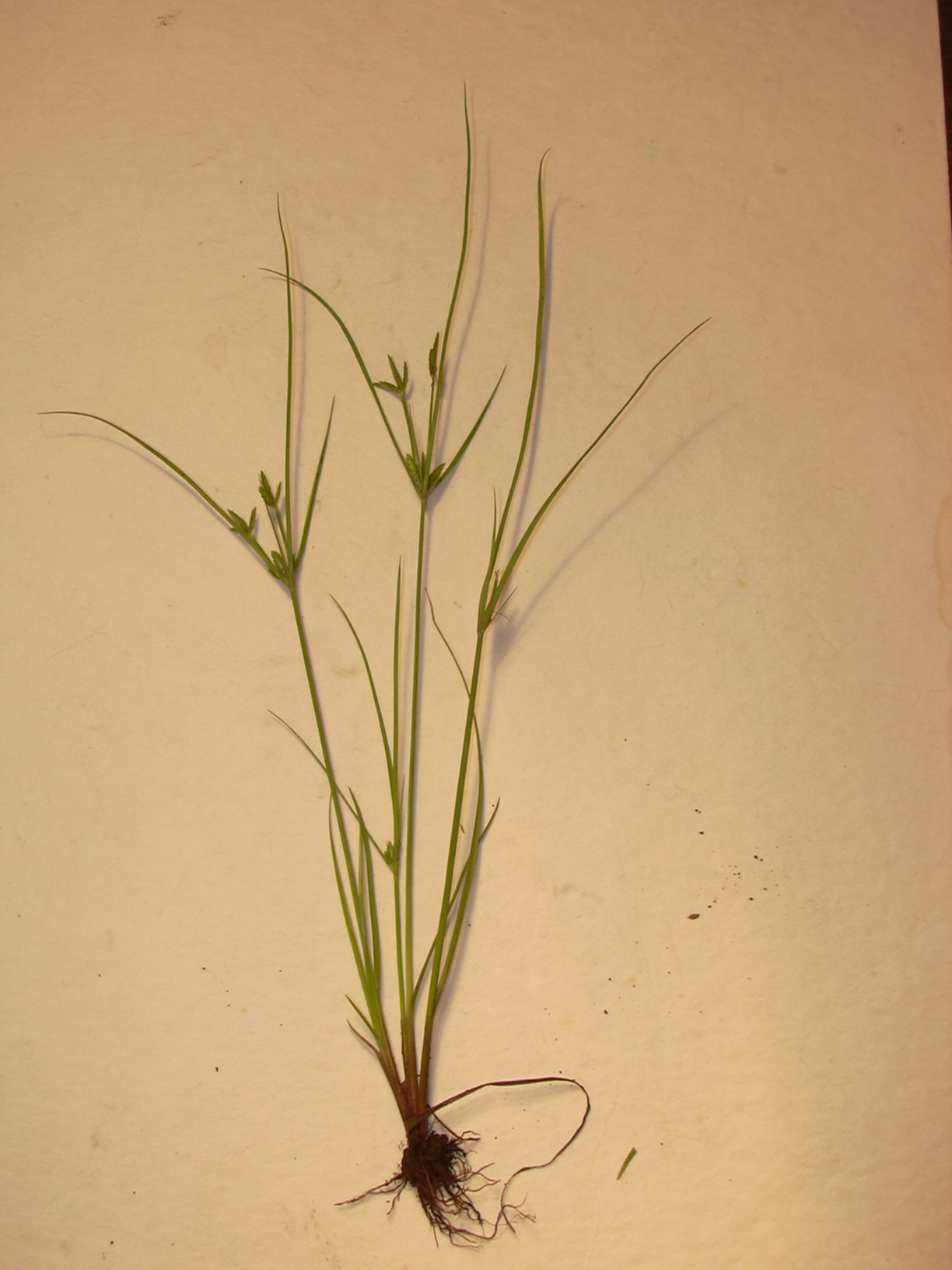